# سنگ‌نوشته خرم‌آباد
سنگ‌نوشته یا سنگ‌نبشته یک اثر تاریخی سنگی در شهر خرم‌آباد است. این کتیبه به خط کوفی و بر قطعه سنگ بزرگی به ارتفاع سه و نیم متر نوشته شده‌است و قدمت آن به قرن ششم قمری و دوره سلجوقیان می‌رسد. این سنگ نبشته مربوط به دوره ابوسعید برسق کبیر از امرای محمود اول سلجوقی است و در حدود سال ۵۱۳ هجری قمری نوشته شده‌است. این کتیبه در خیابان شریعتی قرار دارد.

## متن نوشته
کتیبه خرم‌آباد، به زبان فارسی و خط کوفی نوشته شده‌است و با جمله بسم الله شروع می‌شود. در این کتیبه، یکی از حاکمان سلجوقی به نام امیر اسفهسالار کبیر، ظهیرالدین و الدوله، معین‌الاسلام، طغرل لتکین ابوسعید برسق احکامی را دربارهٔ بخشش مالیات چراندن دام در چراگاه‌های شاپورخواست و ممنوع کردن برخی سنت‌های ناپسند می‌نویسد.
این کتیبه در سال ۱۳۷۲ به‌منظور تعریض خیابان شریعتی چهارده متر جابجا و به حاشیه خیابان منتقل شد که انتقاداتی را در پی داشت.